# Casbia periculosa
Casbia periculosa là một loài bướm đêm trong họ Geometridae.